# Jarmutka
Jarmutka – niewysoka (690 m, 678 m) góra w Małych Pieninach, po północno-zachodniej stronie Jarmuty (794 m). Zachodnie stoki Jarmutki opadają do Doliny pod Jarmutą, północne do doliny Grajcarka. Z przełęczy oddzielającej Jarmutkę od Jarmuty (tzw. Siodełko) opada do Doliny Pod Jarmutą wąska i trawiasta kotlina zwana Doliną Bednarzowską, po północnej stronie Jarmutkę oddziela od Jarmuty żleb zwany Doliną Rolną. Poza tym cała góra jest porośnięta lasem, głównie zespołem buczyny karpackiej z domieszką sosny.
Nie prowadzą przez nią znakowane szlaki turystyczne, można jednak wejść na nią drogami leśnymi, najlepiej od ul. Szlachtowskiej w Szczawnicy. Z niewielkiej przecinki na wierzchołku widok na pasmo Radziejowej i Szczawnicę. Warto udać się wyżej na polanę Andrzejówka pod szczytem Jarmuty, skąd rozciągają się znacznie szersze widoki.
Jarmutka znajduje się w granicach miasta Szczawnica w województwie małopolskim, w powiecie nowotarskim, w gminie miejsko-wiejskiej Szczawnica.